# Armenië van A tot Z

Locatie van Armenië

Vlag van Armenië

## A
Stadsstadion Abovyan -
Akna (meer) -
Amerikaanse Universiteit van Armenië -
Armeense Amerikanen -
Armeense keuken -
Armeens korfbalteam -
Armeense Nationale Agrarische Universiteit -
Armeense Staatsuniversiteit voor Economie -
Armeense Staatsuniversiteit voor Pedagogie -
Armeense voetbalacademie -
Arnarstadion -
Aygstadion -
Azat -
Azhdahak

## B
Banantsstadion -
Bier in Armenië -
Brouwerij Yerevan

## D
Dadivank - 
Dar-Alages -
Stadsstadion Dilijan

## G
Gandzasarklooster - Gandzasarstadion -
Garni (kloof) -
Geghadir -
Geghama -
Stadsstadion Gyumri

## H
Hanrapetakanstadion -
Harissa (gerecht)

## K
Kasakhi Marzikstadion -
Kilikia -
Kotayk (bier) -
Khosrov-reservaat

## L
Lijst van voetbalstadions in Armenië -
Loristadion

## M
Medische Staatsuniversiteit van Jerevan -
Metallurgstadion (Alaverdi) -
Mikastadion -
Mushavan

## N
Nairistadion -
Nationale Bibliotheek van Armenië

## O
Oughtasar

## P
Piti -
Porak -
Pyunikstadion

## R
Russisch-Armeense Universiteit

## S
Spitaksar -
Staatsuniversiteit van Jerevan -
Staatsuniversiteit voor Talen en Sociale Wetenschappen van Jerevan -
Sterrenwacht van Byurakan

## T
Technische Staatsuniversiteit van Armenië -
Tskhouk-Karckar

## W
Wijnbouw in Armenië